# Prosopocoilus debatissei
Prosopocoilus debatissei is een keversoort uit de familie vliegende herten (Lucanidae). De wetenschappelijke naam van de soort is voor het eerst geldig gepubliceerd in 1992 door Bomans.